# 背中越しのチャンス
「背中越しのチャンス」（せなかごしのチャンス）は、日本の男性アイドルユニット、亀と山Pのシングル。2017年5月17日にジェイ・ストームより発売された。

## 解説
2017年4月期に放送されている日本テレビ系土曜10時ドラマ『ボク、運命の人です。』の主題歌のために、亀梨和也と山下智久がタッグを組んだ期間限定ユニット・亀と山Pのシングル。2人によるユニットでは、同枠のドラマ『野ブタ。をプロデュース』の主題歌である修二と彰「青春アミーゴ」以来約12年ぶりの新曲である。CDの通常盤に収録される「逆転レボルシオン」は「青春アミーゴ」のアンサーソングとして制作された。作詞はともにzoppが手がけており、歌詞に同じフレーズを入れるなどオマージュ的な意味合いが強くなっている。
亀梨にとってはKAT-TUN充電期間中の発売となり、「UNLOCK」以来1年2か月振りのシングルとなる。また、山下にとっては「SUMMER NUDE '13」以来3年10か月振りのシングルとなる。
「青春アミーゴ」は当時山下が所属していたNEWSが在籍するレーベルであるジャニーズ・エンタテイメントより発売されたが、今作は当時亀梨が所属していたKAT-TUNが在籍していたジェイ・ストームからの発売となった。そのため山下はジャニーズ・エンタテイメント（NEWS、修二と彰、ソロ名義・2011年まで、GYM）、ワーナーミュージック・ジャパン（ソロ名義・2012年以降）、ビクターエンタテインメント（The MONSTERS）と合わせて6名義4レーベル目でのリリースとなった。
本作は5月29日付オリコン週間シングルランキングで初週175,569枚を売上げ、1位を獲得。Billboard JAPANによるチャートでは初週累計188,231枚を売上げ、表題曲「背中越しのチャンス」がHOT100総合首位を獲得した。

## 収録曲

### CD

#### 通常盤
1. 背中越しのチャンス
作詞・作曲：イワツボコーダイ、編曲：石塚知生
JASRAC作品コード：717-6332-5
  - 亀と山P出演 日本テレビ系ドラマ『ボク、運命の人です。』主題歌

プロ野球では、読売ジャイアンツの坂本勇人の登場曲でもあった。
2. Forever Summer
Lyrics：山下智久，亀梨和也、Music：山下智久，亀梨和也，西澤善
JASRAC作品コード：228-1983-5
3. 逆転レボルシオン
作詞：zopp、作曲：Jonas Mengler，PINK PIERROT、編曲：Keiichi Otsuru
JASRAC作品コード：7D3-7225-4
  - 修二と彰 シングル「青春アミーゴ」アンサーソング
4. 背中越しのチャンス（オリジナル・カラオケ）
5. Forever Summer（オリジナル・カラオケ）
6. 逆転レボルシオン（オリジナル・カラオケ）

#### 初回限定盤1/2
※「〜Follow me〜」以降、初回限定盤2のみ収録。
1. 背中越しのチャンス
2. 〜Follow me〜 - 亀梨和也
作詞：亀梨和也、作曲：Chris Wahle，CR、編曲：Chris Wahle，吉岡たく
JASRAC作品コード：1K6-1861-6
3. BIRD - 山下智久
作詞：山下智久、作曲：Greg Bonnick，Hayden Chapman，Adrian Mckinnon，Takuya Harada、編曲：LDN Noise
JASRAC作品コード：1K6-1863-2
4. SUPER FUNKER!!
作詞：藤井優樹、作曲：Dailydose、編曲：Elapse，John Napoléon，TAKAROT
JASRAC1作品コード：1K6-1864-1
5. 〜Follow me〜（オリジナル・カラオケ）
6. BIRD（オリジナル・カラオケ）
7. SUPER FUNKER!!（オリジナル・カラオケ）

### DVD
※初回限定盤1のみ
1. 「背中越しのチャンス」ビデオ・クリップ+メイキング